# Batalla de Oudenarde
La batalla de Oudenarde se libró el 11 de julio de 1708 cerca de esta población en Bélgica en el marco de la Guerra de Sucesión Española.

## Antecedentes
Alarmados por la Alianza establecida entre España y Francia, tanto Inglaterra como las Provincias Unidas y el Sacro Imperio no vieron otra salida que declarar la Guerra de Sucesión. La batalla de Höchstädt (1704) había desmoronado las ambiciones francesas en Baviera y Franconia. La tentativa francesa en 1706 de someter a Holanda y de privar así a los ingleses de un apoyo en el continente fue aniquilada en la batalla de Ramillies. Dos años más tarde, Luis XIV intentó de nuevo invadir Flandes, esta vez con un ejército mucho mayor (casi 95.000 hombres distribuidos en 124 batallones de infantería y 120 escuadrones de caballería), que se había concentrado cerca de Mons. Inglaterra estaba a la defensiva, pues sólo contaba con una fuerza de 80.000 anglo-holandeses (compuesta por 112 batallones de infantería y 180 escuadrones de caballería) estacionados al sur de Bruselas. El ejército del Sacro Imperio, al mando del Príncipe Eugenio de Saboya, se había agrupado en Coblenza junto al Rin. El Duque de Marlborough, generalísimo de la Alianza, necesitaba imprescindiblemente en junio de 1708 una victoria táctica antes de enfrentarse al enemigo.
Las tropas francesas estaban mandadas por el Duque de Vendôme y el Duque de Borgoña, nieto de Luis XIV, rivales y en desacuerdo con la táctica a seguir. Vendôme proconizaba el ataque a Huy, con la intención de forzar a Marlborough a intervenir con fuerzas inferiores, en tanto que el rey de Francia había ordenado atacar en Flandes. El ejército francés se puso en marcha hacia el sur de Bruselas, amenazando a la ciudad de Lovaina, por lo que Marlborough reagrupó sus fuerzas algunos kilómetros al sur de dicha población. El ejército francés permaneció un mes en sus posiciones, lo que permitió que Eugenio de Saboya se uniera con Marlborough. Los franceses avanzaron hacia Flandes y tomaron las plazas de Brujas y Gante, pese a la resistencia de 300 soldados de Marlborough enviados allá.
Las fuerzas francesas dominaban entre tanto el valle del río Escalda, y sólo la ciudadela de Oudenarde resistía. Si caía esta plaza, se cortaban las comunicaciones con Inglaterra. Marlborough adivinó la táctica de los franceses: avanzar por la orilla este del Escalda para atacar por el flanco a los ingleses sin disminuir por ello las tropas en el frente principal. El ejército francés se puso en movimiento el 8 de julio hacia el pueblo de Lessines, al tiempo que Marlborough lanzaba a sus tropas a marchas forzadas en dicha dirección, ocupándolo el 10 de julio. En vista de ello, los franceses cruzaron el Escalda por pontones para poner sitio a Oudenarde. Como reacción, Marlborough envió 11.000 soldados a la otra orilla del Escalda, al lugar donde los franceses estaban atravesando el río. Confió esta maniobra a su ayudante de campo, el general irlandés William Cadogan, quien pudo contener fácilmente al enemigo, mientras Marlborough hacía cruzar el Escalda al grueso de su ejército.

## La batalla
Cadogan ordenó a un escuadrón de dragones que cercara a una avanzadilla francesa en la orilla derecha del Escalda, sin que nadie pudiera escapar. Este golpe de mano fracasó y algunos de los fugitivos pudieron prevenir al comandante de la vanguardia francesa - el duque de Biron - de la presencia del enemigo. El general francés se personó allí y quedó consternado al ver la importancia del dispositivo inglés en un lugar totalmente inesperado. Se mostró entonces indeciso, ya que Vendôme le había ordenado que atacara sin demora, pero le parecía que no podía ejecutar tal orden solamente con siete batallones y 20 escuadrones contra 20 batallones; además, sus exploradores le habían advertido del lodo abundante en la orilla opuesta, que limitaría la movilidad de la caballería. Entre tanto, Eugenio de Saboya cruzaba el río con 20 escuadrones de prusianos y ocupaba puntos estratégicos sin encontrar resistencia.

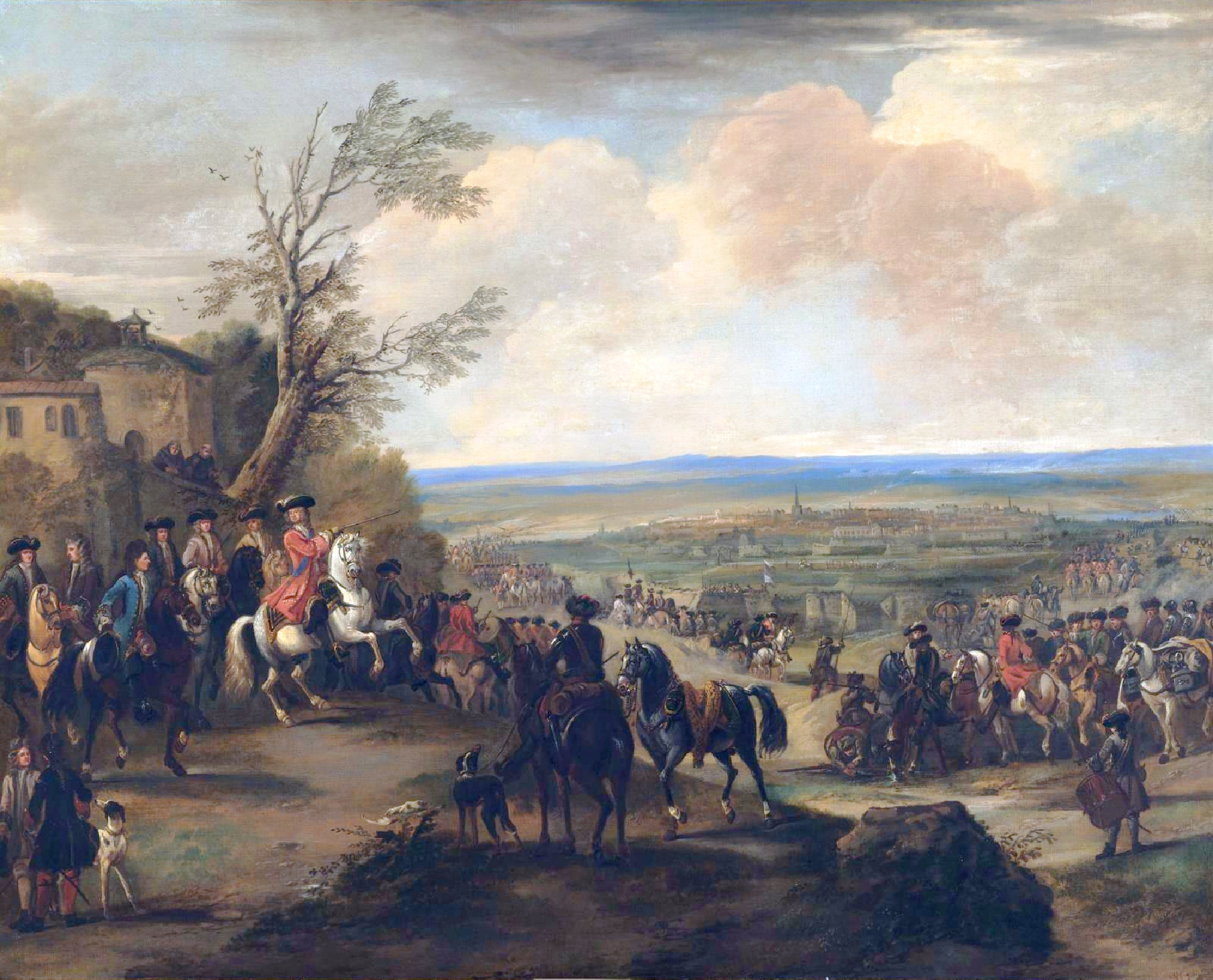
La batalla de Oudenarde con el duque de Marlborough (óleo de John Wootton)

Las tropas de Biron comenzaban a maniobrar cuando fueron detenidas por la primera brigada de infantería inglesa al mando de un joven oficial, el Duque de Argyll. Cadogan lanzó al asalto a su caballería contra los siete batallones de mercenarios suizos al servicio de Biron, que retrocedieron hacia el río. El Duque de Borgoña cometió entonces un error decisivo al ordenar un contraataque inmediato, en contra del parecer de Vendôme. El ala derecha francesa acometió contra los aliados en Eyne, en tanto que el ala izquierda permanecía inactiva en Huysse, dando tiempo a que los ingleses se reagruparan, de modo que 28 escuadrones cubrían el flanco derecho de la infantería de Cadogan, que soportaría el choque decisivo. 
El Duque de Borgoña dio la orden de ataque contra los escuadrones prusianos primero, pero los asaltantes fueron rechazados tras un combate encarnizado. Luego el duque de Vendôme decidió atacar cuerpo a cuerpo con doce regimientos de infantería, una decisión discutible, ya que impedía la comunicación entre ambos generales: el uno se hallaba en el cuartel de su Estado mayor sin información sobre el desarrollo del combate, y el otro se encontraba en pleno frente sin ostentar todo el mando del campo francés. Los historiadores reconocen que el ala derecha inglesa habría sido aniquilada si hubiera intervenido el ala izquierda francesa. Parece que Vendôme era consciente de ello y pidió permiso al Duque de Borgoña, que se lo denegó, pero el correo no pudo transmitirle la respuesta. La situación iba empeorando y Vendôme seguía esperando la respuesta del Estado mayor. Hizo desplegar a sus tropas para cercar al flanco izquierdo de los ingleses. Cuando los regimientos del Duque de Argyll se acercaban, las líneas inglesas se desplegaron a su vez, sin conseguir que aflojara la presión francesa.
En tal momento Marlborough trasladó su cuartel general al flanco amenazado, dejando al Príncipe Eugenio el mando del flanco derecho, que continuaba siendo atacado por el grueso de las tropas francesas. Marlborough reforzó el ala izquierda mediante 18 batallones auxiliares de Hesse y Hannover con el fin de enviar 20 batallones del general prusiano Carl von Lottum en ayuda de Eugenio de Saboya. Luego preparó una doble maniobra de envolvimiento. Para ello contaba con el ejército de las Provincias Unidas, pero estas tropas necesitaban al menos una hora para franquear el Escalda mediante simples pontones. Con objeto de desembarazar los puentes de piedra en Oudenarde, la caballería del Príncipe Eugenio atacó al Estado mayor francés, siendo rechazada, y Marlborough tuvo que limitarse a contener los asaltos de la caballería al no disponer más que de los 18 batallones de Hesse y Hannover. Hacia las 8:30 de la noche, las tropas neerlandesas empezaron a envolver el flanco derecho francés en conjunción con el ataque simultáneo de Marlborough y el Príncipe Eugenio. Esta vez el asalto resultó victorioso y puso en fuga al enemigo. La oscuridad impidió al vencedor salir en persecución de los franceses y de aniquilar al resto de su ejército.

## Consecuencias

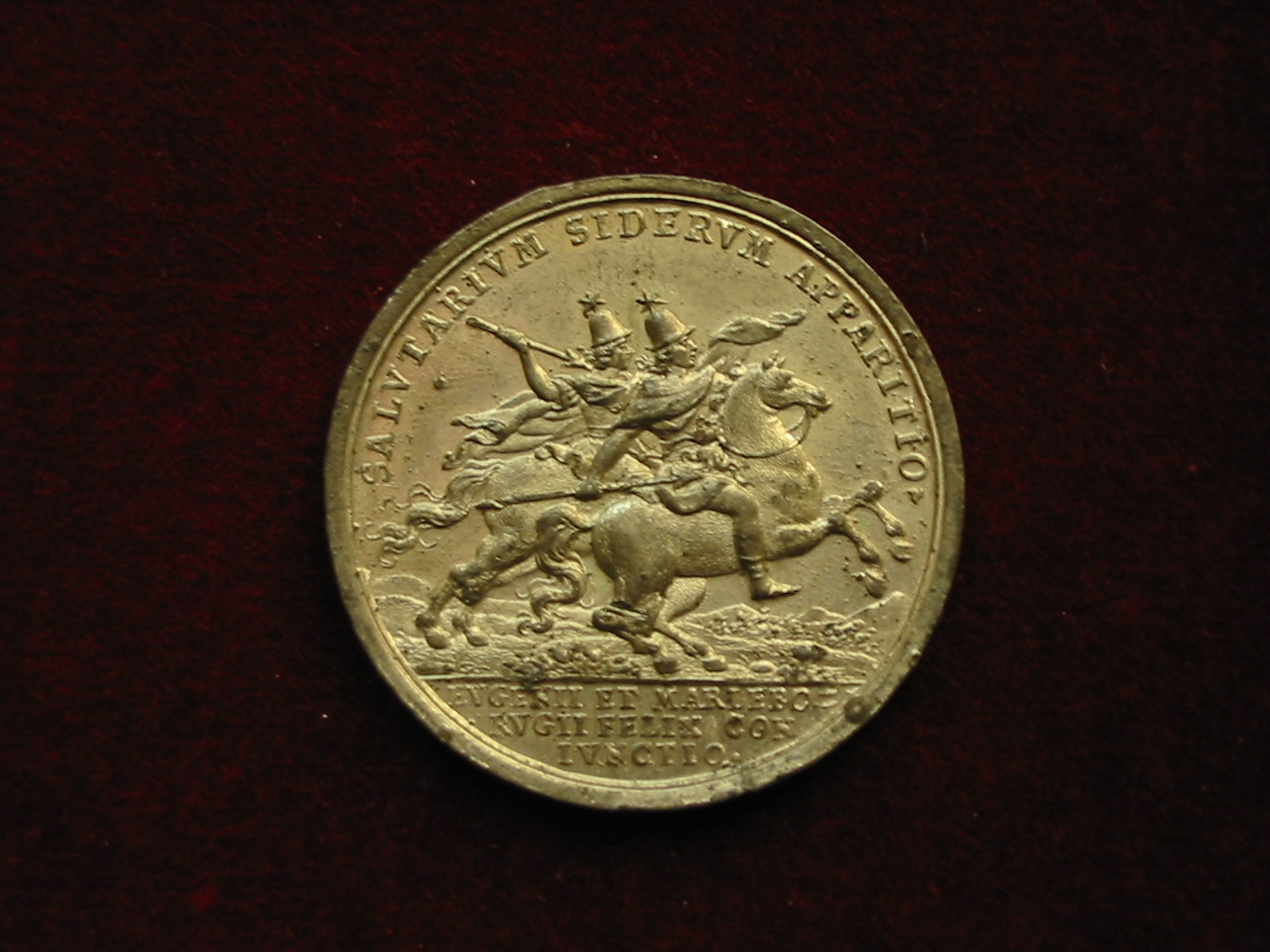
La medalla conmemorativa de la batalla con los comandantes victoriosos como los Dioscuros

Las tropas francesas se replegaron hacia Gante y se salvaron del desastre total gracias a que los zapadores habían mantenido intactos los pontones sobre el Escalda. El Príncipe Eugenio se puso en marcha hacia el sur con 75.000 soldados para continuar la guerra en Francia. El mariscal de Boufflers llegó el 28 de julio con 15.000 hombres para defender Lille, lo que consiguió hasta agosto. Al prolongarse el asedio, tuvo que replegarse a la ciudadela, y terminó rindiéndose con 8.000 supervivientes el 28 de octubre de 1708.
Marlborough y el Príncipe Eugenio se dirigieron entonces hacia Gante y la conquistaron el 29 de diciembre de 1708. Los franceses evacuaron Flandes y Henao, y Luis XIV rechazó las condiciones de paz humillantes.